# Pueblo Pintado, Novi Meksiko
Pueblo Pintado (navajo: Náhodeeshgiizh Chʼínílíní) je popisom određeno mjesto u okrugu McKinleyju u američkoj saveznoj državi Novom Meksiku. Prema popisu stanovništva SAD 2000. ovdje je živjelo 247 stanovnika, a 2010. 192 stanovnika. 

## Zemljopis
Nalazi se na 35°56′36″N 107°37′44″W / 35.94333°N 107.62889°W. Prema Uredu SAD-a za popis stanovništva, zauzima 27,2 km2 površine, sve suhozemne.

## Stanovništvo
Prema podatcima popisa 2010. ovdje je bilo 192 stanovnika, 60 kućanstava od čega 39 obiteljskih, a stanovništvo po rasi bili su 4,7% bijelci, 0,0% "crnci ili afroamerikanci", 91,7% "američki Indijanci i aljaskanski domorodci", 0,5% Azijci, 0,0% "domorodački Havajci i ostali tihooceanski otočani", 0,5% ostalih rasa, 2,6% dviju ili više rasa. Hispanoamerikanaca i Latinoamerikanaca svih rasa bilo je 0,5%.